# Chřestýš
Chřestýš (Crotalus) je rod hadů z čeledi zmijovitých, žijící na americkém kontinentu. Jsou typičtí tím, že mají na konci ocasu chřestící zrohovatělé články. Ty daly název celému rodu, který zahrnuje 29 druhů.

## Taxonomie
- Crotalus adamanteus (chřestýš diamantový) (Palisot de Beauvois, 1799)
- Crotalus aquilus (Klauber, 1952)
- Crotalus atrox (chřestýš západní) (Baird and Girard, 1853)
- Crotalus basiliscus (chřestýš mexický) (Cope, 1864)
- Crotalus catalinensis (chřestýš zamlklý) (Cliff, 1954)
- Crotalus cerastes (chřestýš rohatý) (Hallowell, 1854)
- Crotalus durissus (chřestýš brazilský) (Linnaeus, 1758)
- Crotalus enyo (Cope, 1861)
- Crotalus horridus (chřestýš lesní) (Linnaeus, 1758)
- Crotalus intermedius (Troschel, 1865)
- Crotalus lannomi (Tanner, 1966)
- Crotalus lepidus (chřestýš skalní) (Kennicott, 1861)
- Crotalus mitchellii (chřestýš skvrnitý) (Cope, 1861)
- Crotalus molossus (chřestýš černoocasý) (Baird and Girard, 1853)
- Crotalus oreganus (Holbrook, 1840)
- Crotalus polystictus (Cope, 1865)
- Crotalus pricei (Van Denburgh, 1895)
- Crotalus pusillus (Klauber, 1952)
- Crotalus ruber (chřestýš červený) (Cope, 1892)
- Crotalus scutulatus (chřestýš mohavský) (Kennicott, 1861)
- Crotalus simus (Latreille in Sonnini and Latreille, 1801)
- Crotalus stejnegeri (Dunn, 1919)
- Crotalus tigris (chřestýš tygří) (Kennicott in Baird, 1859)
- Crotalus tlaloci (chřestýš Tlalokův) (Bryson, Linkem, Dorcas, Lathrop, Jones, Alvarado-Diaz, Grünwald & Murphy, 2014)
- Crotalus tortugensis (Van Denburgh and Slevin, 1921)
- Crotalus totonacus (Gloyd and Kauffeld, 1940)
- Crotalus transversus (Taylor, 1944)
- Crotalus triseriatus (Wagler, 1830)
- Crotalus viridis (chřestýš zelený) (Rafinesque, 1818)
- Crotalus willardi (chřestýš Willardův) (Meek, 1905)